# 松本恭子
松本 恭子（まつもと きょうこ、1958年 - ）は、長崎県出身の俳人。

## 来歴
佛教大学在学中に「青玄」に入会し伊丹三樹彦に師事。のち同人。1986年、第一句集『檸檬の街で』刊行。「恋ふたつ レモンはうまく切れません」など、女性の青春的感性を口語文体で表現。翌年刊行された俵万智『サラダ記念日』の俳句版として話題となり「レモンちゃん」の愛称で親しまれた。のちの第二句集『夜の鹿』（2000年）では伝統的な文語体による作品となっている。エッセイ集に『二つのレモン』（1990年）がある。